# Psycho (roman)

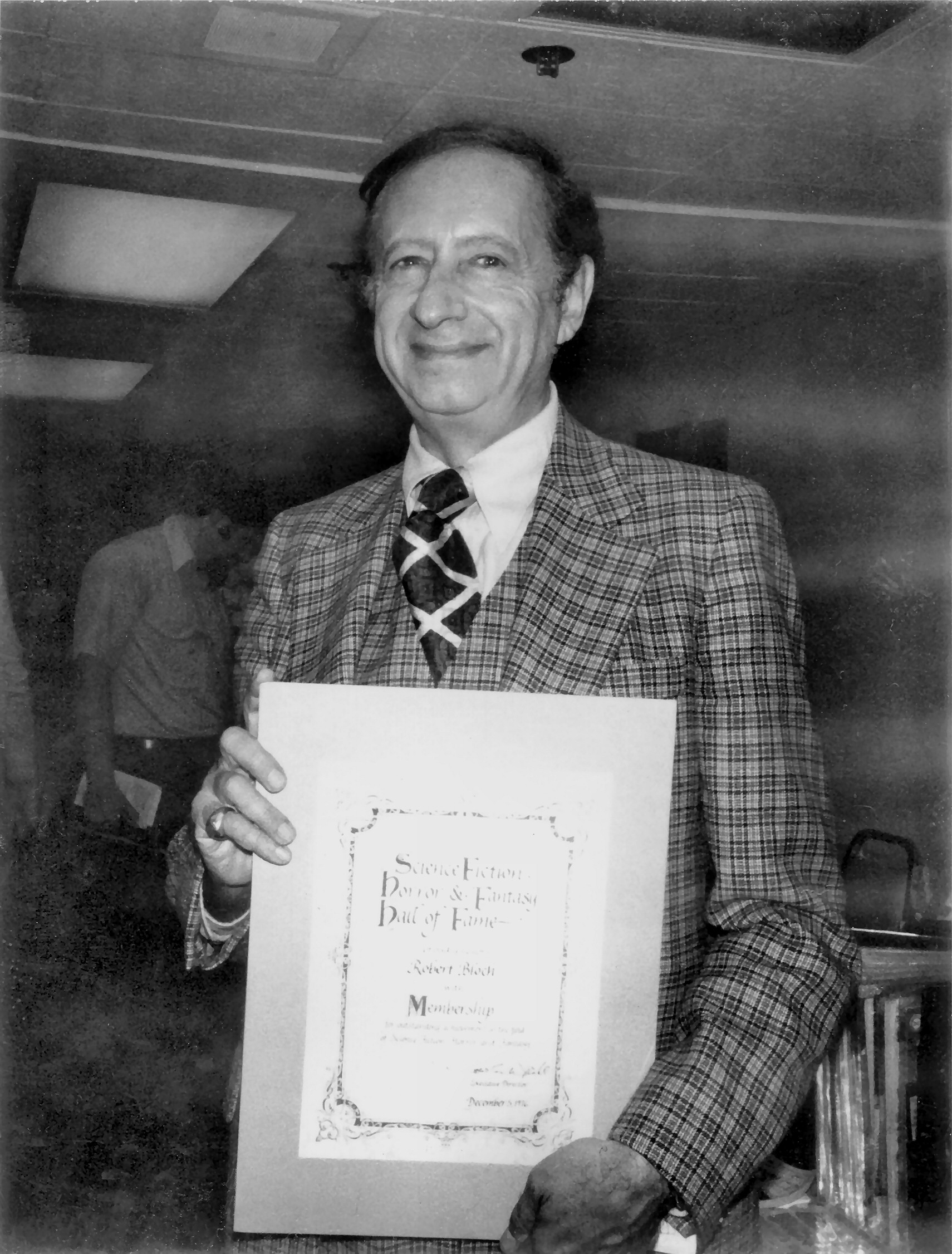
Robert Bloch.

Psycho är en roman från 1959 av den amerikanske författaren Robert Bloch. På svenska kom en översättning av Aida Törnell 1960 betitlad Psyko: en ond historia. En svensk nyöversättning av John-Henri Holmberg från 1999 (utgiven på förlaget Replik) bär den amerikanska originaltiteln Psycho.

## Handling
Handlingen följer motellägaren Norman Bates, en medelålders ungkarl som lider under en alltför dominerande mor och blir inblandad i en serie mord.

## Filmatiseringar
Romanen filmatiserades 1960 av Alfred Hitchcock som Psycho, en av skräckfilmsgenrens allra mest ikoniska filmer. En nyinspelning av Hitchcocks film av Gus Van Sant kom 1998.